# Fargezja rozłożysta
Fargezja rozłożysta (Fargesia rufa Yi) – gatunek bambusa z rodziny wiechlinowatych (traw). Naturalnie występuje w chińskich górach na terenach prowincji Syczuan i Gansu od 950 do 2200 m n.p.m. Jest składnikiem diety pandy wielkiej. Roślina ta może być z powodzeniem uprawiana w warunkach klimatycznych Polski.

## Morfologia
Na tle rodzaju należy do niższych gatunków, wyróżnia się rozłożystym pokrojem. Na stanowiskach naturalnych osiąga wysokość 2,5-3,5 m przy średnicy źdźbeł 0,4-1,5 cm.